# Barcoo
Barcoo ist ein kostenloser Barcodescanner für EAN-Codes und QR-Codes, der die Kamerafunktion von Smartphones nutzt. Er richtet sich an Endverbraucher und wird – nach dem Zusammenschluss des ehemaligen Betreibers, der checkitmobile GmbH aus Berlin, mit dem Dresdner Unternehmen Marktjagd GmbH – nun von der neugegründeten Offerista Group GmbH entwickelt. Ende 2016 war die App auf 16 Mio. Geräten installiert.

## Funktionen
Mit der Barcoo App ist es möglich, entweder durch das Scannen eines Strichcodes oder der Suche nach einem bestimmten Artikel weiterführende Informationen über dieses Produkt abzurufen. Der Benutzer kann zudem Bewertungen, Kommentare und Preisinformationen eingeben. Nach der Fusion der Entwicklerfirma wurden zusätzlich Aktionsangebote und Filialinformationen verschiedenster Einzelhändler integriert.

## Finanzierung
Die Finanzierung erfolgt hauptsächlich über die Vergütung der Prospekt- und Produktklicks durch die werbenden Händler und Hersteller, sowie eine Gewinnbeteiligung, falls ein Produkt nach dem Scan online erworben wird. Zusätzliches Investitionsvolumen wird durch diverse Anteilseigner, hauptsächlich durch den Telefonbuch Verlag Hans Müller GmbH & Co. KG zur Verfügung gestellt.